# Преодница (лист 1884)
Преодница: лист за уметност, забаву и поуку је часопис који је излазио у Београду током 1884. године. Уредник је био Драгутин Илић.

## Историјат
Преодница је књижевни часопис  који је излазио од 10. фебруара 1884. до 30. августа исте године. 
Заједно са оцем и браћом учествовао је 1883. у покретању Друштва за уметност, које је 1884. покренуло часопис Преодница. 
Сем књижевности садржај листа је посвећен и сликарству и уметности. За музичког уредника одредио је композитора Јосифа Маринковића, а за ликовног Владислав Тителбах. Преодница није публиковала радове из науке, привреде, политике што је био случај са другим листовима из тог времена. 
После гашења Преоднице, Драгутин Илић 1885. покреће Балканску вилу.

### Периодичност излажења
Лист је излазио два пута месечно и то 10. и 25. сваког месеца.

### Тематика
Поред књижевности у Преодници су били заступљени и текстови везани за сликарство, музику и уметност. Музички уредник Јосиф Маринковић је објављивао своје оригиналне композиције у нотним записима, али је објављивао и теоријске текстове о музици. Владислав Тителбах објављује прилоге из ликовне уметности. Такође објављује и своје илустрације песама Бранка Радичевића. Тителбах је покушавао да направи спој речи и слике, а та идеја ће нарочито бити наглашена у српској књижевности између два светска рата. Из прегледа сарадника види се да највећи број радова потиче од Илића. Посебно се истиче Војислав који је објавио неке од својих најбољих песама (Зимско јутро, Оргије) у Преодници. Због сужених сарадника лист је брзо остао без материјалних средстава. Угашен је, а да није публиковао све пристигле прилоге.
- Песме
- Приповетке
- Прикази
- Белешке
- Нотни записи

| „ | Преодница ће, осим белетристичких ствраи, доносити и студије о разним гранама уметности; доносиће, сваком могућом приликом, илустрације; а што је главно: у сваком другом броју биће и музикалија од наших композитора. | ” |

- Преодница, број 1, страна 2, 1884.
- Композиција Јосифа Маринковића, Преодница, број 1, страна 5, 1884.
- Преодница, број 2, страна 30, 1884.
- Песма Сретан пастир са илустрацијом, Преодница, број 3, страна 42, 1884.

## Сарадници
- Браћа Илић
- Стеван Владислав Каћански
- Драгомир Брзак
- Милорад Митровић
- Светислав Вуловић[6]
- Матија Бан
- Јован Драгашевић
- Јосиф Маринковић
- Владислав Тителбах

## Галерија
- Зимско јутро од Војислава Илића (прва страна), Преодница, број 2, страна 29, 1884.
- Зимско јутро од Војислава Илића (друга страна), Преодница, број 2, страна 30, 1884.
- Преодница, број 2, насловна страна, 1884.
- Подаци о Петру Петровићу Његушу од Матије Бана, Преодница, број 11, страна 171, 1884.
- Преодница, број 5, насловна страна, 1884.